# Eyes That Never Lie
Eyes That Never Lie är en sång av Petr Elfimov som representerade Vitryssland i Eurovision Song Contest 2009, i Moskva, Ryssland.